# Baldissero Torinese
Baldissero Torinese (Baudsé o Baudissé in piemontese) è un comune italiano di 3 732 abitanti della città metropolitana di Torino in Piemonte. È situato sul colle fra Andezeno e Superga.

## Geografia fisica
È un territorio complesso, in quanto comprende un'area formata da considerevoli alture (denominate in piemontese brich) che raggiungono quasi quota 700 m s.l.m. e da depressioni coincidenti con i corsi d'acqua del rio Dora, rio Baldissero. Mentre sui colli predomina il bosco, le zone pianeggianti sono coltivate a vigneto. Nel 1991 la parte boscosa più alta del comune è stata inserita nel Parco naturale della Collina di Superga.

## Storia
Nel Medioevo il comune consisteva in una piccola borgata chiamata Baldicherium Cheriensium. Le primissime notizie risalgono al XII secolo, quando Federico Barbarossa lo concesse in feudo al vescovo di Torino. Diversi furono i signori di Baldissero: l'ultima viscontessa fu Bartolomea, ma la linea genetica si estinse nel 1322. In un documento del 1252, in cui i signori del luogo giuravano fedeltà al comune di Chieri, si cita un castello ed un ricetto, la cui presenza è confermata anche dai catasti risalenti al 1327.
Venne diviso da Chieri verso la fine del XVII secolo e amministrativamente eretto a comune nel 1694, anno in cui il borgo fu dato in feudo a Giuseppe Antonio Benso di Mondonio, il quale l'anno successivo lo vendette a Giovanni Battista Fontanella, signore di Santena. Secondo lo storico Grossi, nel 1791 la popolazione di Baldissero ammontava a poco più di 3000 persone. La vocazione del luogo era soprattutto agricola: vi si coltivava grano, meliga e la vite.

### XVIII secolo
Del passato medioevale non è rimasta traccia di architettura, mentre il XVIII secolo vede la costruzione della Parrocchiale di Santa Maria della Spina, edificata tra il 1717 ed il 1725 e dedicata all'inizio a San Bartolomeo. Questa chiesa costituisce un esempio di barocco piemontese a pianta ottagonale e la facciata disadorna in mattoni. L'anonimo geometra che la costruì trasse ispirazione dalla vicina Basilica di Superga, di cui nello stesso periodo fervevano i lavori.

### L'età contemporanea
Il dopoguerra vide una drastica diminuzione della popolazione a causa dell'abbandono delle produzioni agricole e all'emigrazione verso la vicina metropoli di Torino (nel 1968 gli abitanti scesero a 1400).
Baldissero ha successivamente avuto il più classico degli sviluppi di insediamento: molti abitanti della metropoli iniziarono a spostarsi nella tranquillità della campagna di Baldissero, così come nei comuni limitrofi.
 Sono così state edificate numerose ville residenziali, accanto ai cascinali in stile sette-ottocentesco.

### Simboli
Lo stemma del comune di Baldissero Torinese è stato concesso con regio decreto del 4 ottobre 1928.

## Società

### Evoluzione demografica
Abitanti censiti

### Etnie e minoranze straniere
Secondo i dati Istat al 31 dicembre 2017, i cittadini stranieri residenti a Baldissero Torinese sono 136, così suddivisi per nazionalità, elencando per le presenze più significative:
1. Romania, 51

## Cultura

### Ricorrenze
Il 28 agosto si celebra la festa del santo patrono san Giuliano di Brioude.
La prima domenica di ottobre si festeggia la "Sagra dell'uva e del vino cari", mentre nella frazione di Rivodora l'ultima domenica di maggio o la prima di giugno si svolge la "Festa delle fragole" (in piemontese Festa dle fròle).

## Economia
Ancora oggi l'economia è a base prevalentemente agricola e zootecnica: abbastanza rinomati sono i salumi e le carni bovine, e le fragole di Rivodora. Tuttavia nella zona industriale sorta verso Chieri sono state costruite diverse industrie tessili messe in crisi dalle recenti importazioni di prodotti tessili cinesi.

## La frazione di Rivodora
La più importante frazione del comune è Rivodora, che ospita circa un terzo di tutta la popolazione di Baldissero.
 L'abitato si sviluppa nella Valle del Rio Dora, dominata da una grande villa dell'Ottocento, il Castlèt, con una torre merlata neogotica.

## Amministrazione

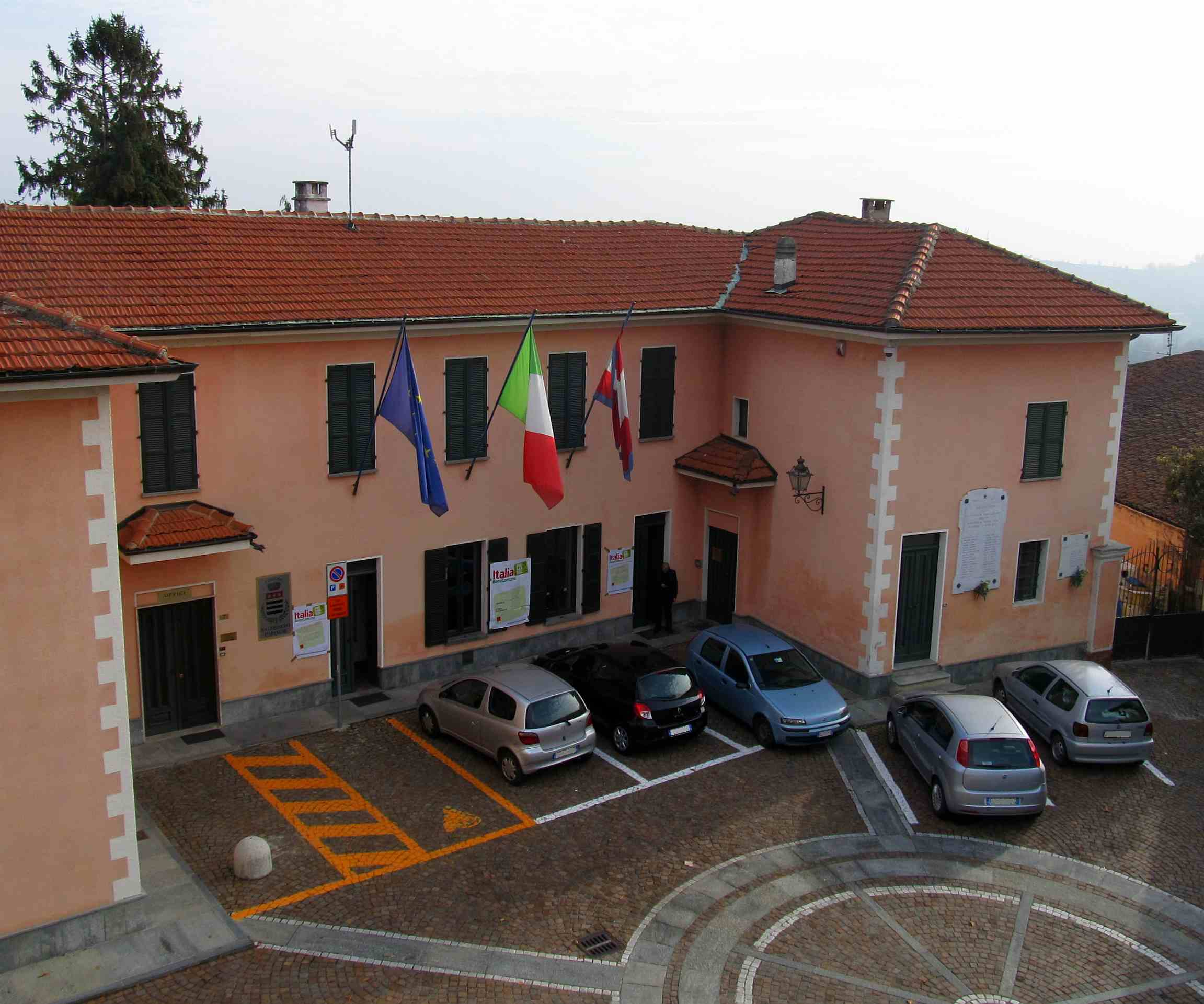
Il municipio

La storia amministrativa dell'ente è pubblicata sul sito del Ministero dell'Interno, Dipartimento per gli Affari interni e Territoriali, Anagrafe degli amministratori locali e regionali.
| Periodo        | Periodo        | Primo cittadino   | Partito              | Carica                                  | Note                                                  |
| -------------- | -------------- | ----------------- | -------------------- | --------------------------------------- | ----------------------------------------------------- |
| 1º giugno 1985 | 24 maggio 1990 | Michelina Perello | Democrazia Cristiana | Sindaco                                 |                                                       |
| 24 maggio 1990 | 24 aprile 1995 | Michelina Perello | Democrazia Cristiana | Sindaco                                 |                                                       |
| 24 aprile 1995 | 14 giugno 1999 | Carlo Corinto     | Lista civica         | Sindaco                                 |                                                       |
| 14 giugno 1999 | 14 giugno 2004 | Carlo Corinto     | Lista civica         | Sindaco                                 |                                                       |
| 14 giugno 2004 | 27 luglio 2005 | Giorgio Giesegh   | Lista civica         | Sindaco                                 |                                                       |
| 27 luglio 2005 | 30 maggio 2006 | Carlo Corinto     | Lista civica         | Vicesindaco facente funzioni di Sindaco |                                                       |
| 30 maggio 2006 | 16 maggio 2011 | Carlo Corinto     | Lista civica         | Sindaco                                 | Elezioni anticipate per decesso del sindaco in carica |
| 16 maggio 2011 | 5 giugno 2016  | Carlo Corinto     | Lista civica         | Sindaco                                 |                                                       |
| 5 giugno 2016  | 4 ottobre 2021 | Bruno Todesco     | Lista civica         | Sindaco                                 |                                                       |
| 4 ottobre 2021 | in carica      | Piero Cordero     | Lista civica         | Sindaco                                 |                                                       |

### Gemellaggi
Grude, dal 2002